# ماهیچه دورکننده شست پا
ماهیچه دورکننده شست پا (انگلیسی: Abductor hallucis muscle) کار دور کردن شست پا از انگشت محور و خم کردن شست پا را برعهده دارد.
خاستگاه آن تکمه داخلی استخوان پاشنه، نیام کف‌پایی، پیوندگاه آن رویه داخلی پایه بند ته‌انگشتی (بند پروکسیمال، بند نزدیک به مرکز) و عصب‌گیری آن از تنه عصب کف‌پایی داخلی است.

## نگارخانه

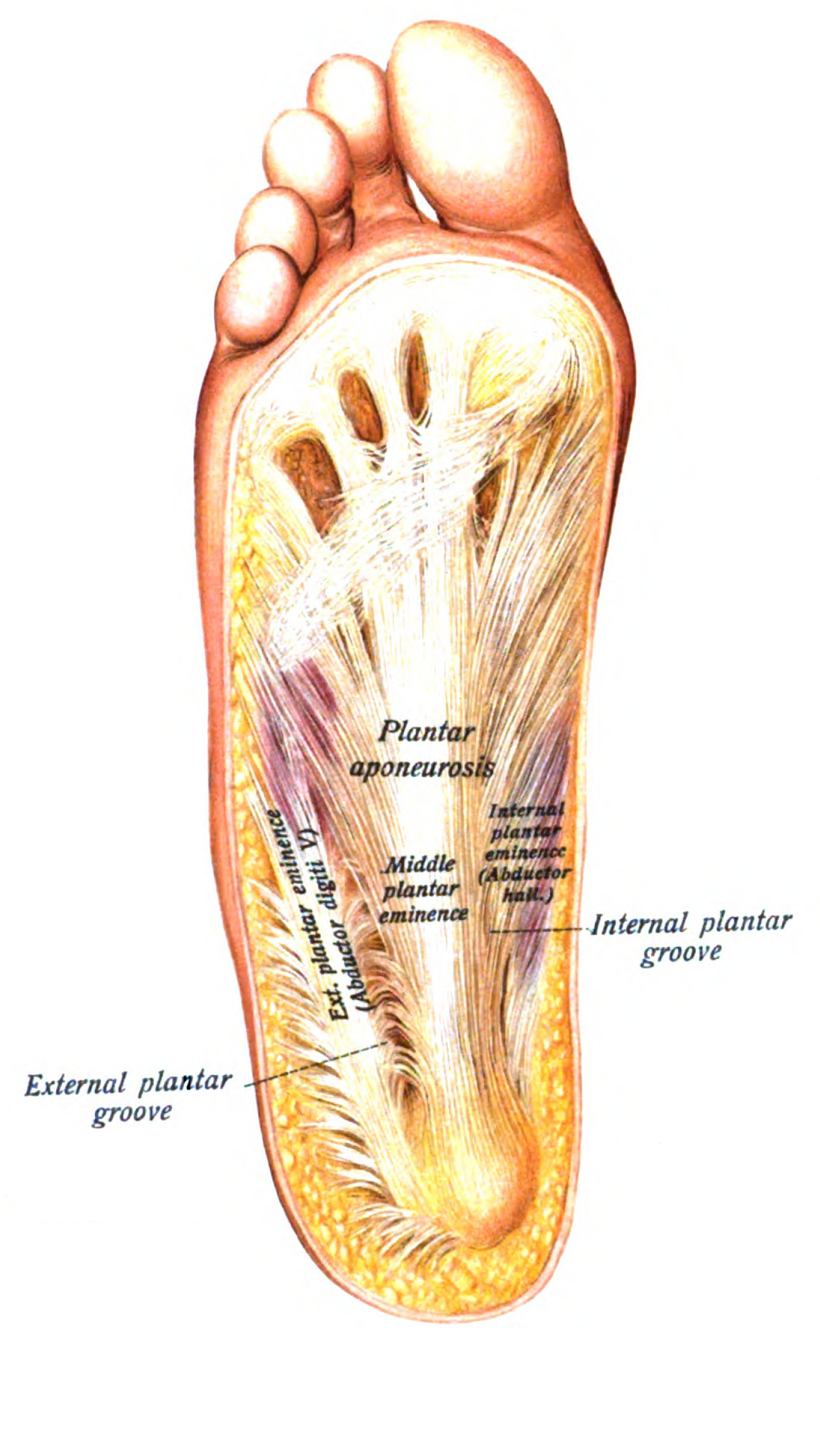
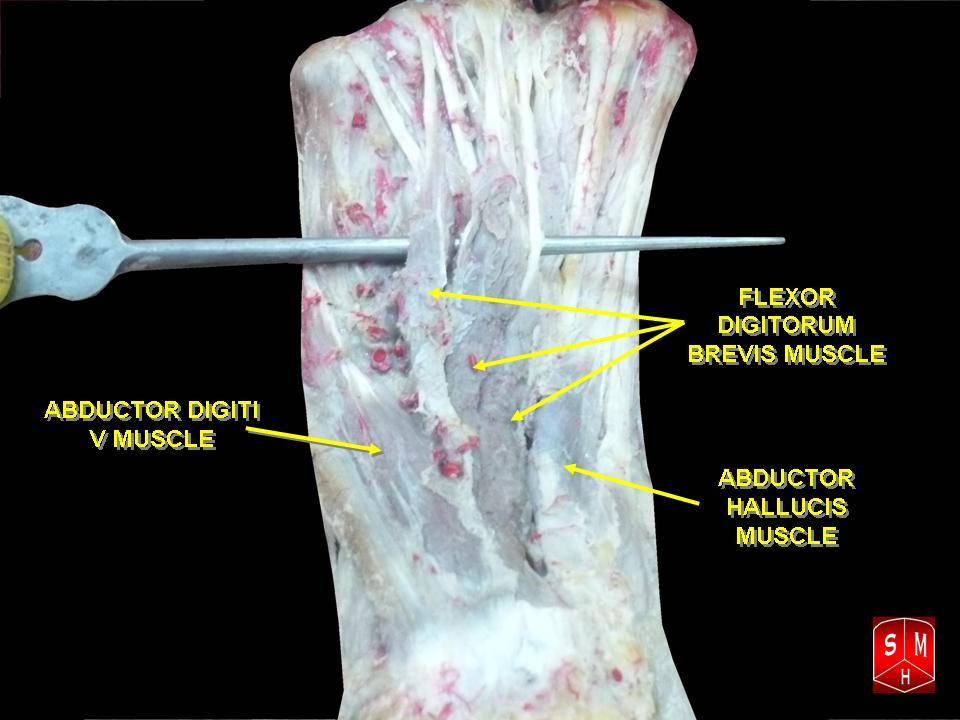
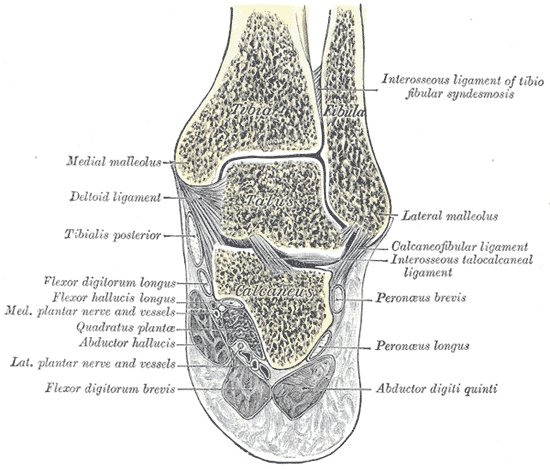